# International Women's Open 2008
L'International Women's Open 2008 è stato un torneo di tennis giocato sull'erba. 
È stata la 34ª edizione del International Women's Open, che fa parte della categoria Tier II nell'ambito del WTA Tour 2008. 
Si è giocato a Eastbourne in Inghilterra, dal 16 al 21 giugno 2008.

## Campioni

### Singolare
Agnieszka Radwańska ha battuto in finale  Nadia Petrova con il punteggio di 6–4, 6(11)–7, 6–4

### Doppio
Cara Black /  Liezel Huber hanno battuto in finale   Květa Peschke  /   Rennae Stubbs con il punteggio di 2–6, 6–0, 10–8